# تاريخ التبغ في سوريا

### لمحة تاريخية عن التبغ
يعتبر التبغ من أكثر المحاصيل ذات الأهمية والتي تأثرت بالنواحي السياسية والاقتصادية والاجتماعية والمعتقدات الدينية لكل الأمم والشعوب المرتبطة بإنتاج التبغ، ويعتبر التبغ من أكثر المحاصيل انتشاراً في جميع أنحاء العالم ويعود السبب في انتشار التبغ واتساع رقعة زراعته إلى تمتع أصناف التبغ بقابلية التكيف البيئي في معظم الأقاليم ومختلف الأجواء وأن نبات التبغ يكمل دورة حياته في مدة قصيرة تتراوح بين 50 – 60 يوماً لمعظم أصناف التبغ المختلفة وذلك من تاريخ التشتيل حتى النضج والقطاف في مختلف أنواع الترب والشروط الزراعية المناخية كما ساهم ارتفاع نسبة المدخنين عالمياً إلى انتشار زراعة التبغ بشكل مضطرد.

### تصنيف نبات التبغ
يعود تصنيف التبغ إلى العائلة الباذنجانية (solanees) جنس (Nicotiana) الذي ينقسم إلى 60 نوعاً منها 36 من أمريكا الجنوبية و9 من أمريكا الشمالية و15 من استراليا وجزر الباسيفيك المنتشرة حول استراليا ولكن اثنين فقط من هذه الأنواع الأكثر انتشاراً في العالم وهما: Nicotiana tobacom  و Nicotiana rustica فالأول هو التبغ العادي والمعروف في تجارة التبغ في حين أن الثاني يزرع بشكل مكثف في آسيا الصغرى ويعرف عند العرب باسم التنباك.

### الظهور التاريخي للتبغ
بدأ تاريخ ظهور التبغ مع اكتشاف العالم الجديد سنة 1491 من قبل كريستوفر كولومبوس إذ لاحظ هذا الرحالة وبحارته أن هنود الأوراك في جزيرة سان سلفادور وهنود الجزر الغربية يحرقون أوراق التبغ في أنبوب يشبه الغليون ويستنشقون الدخان من خلال فتحات أنوفهم كما استعمل في الشعائر الدينية حيث تصف بعض اللوحات الأثرية المنحوتة رقص المحاربين الهنود حول كهنتهم الذين ينفخون الدخان عليهم ليحثوهم على الصمود في المعارك، واستخدم التبغ أيضاً كقرابين بحرق أوراقه مع التمور عند أقدام الآلهة وسط طقوس دينية خاصة.
كما استعمل في استحضار الأدوية الطبية، واستعمله الهنود شرق نهر الميسيسيبي في التدخين والمضغ واكتشف مؤخراً أن الجرار والأنابيب المستعملة لحفظ رماد الموتى تحتوي على كسيرات من أوراق التبغ.

### تاريخ انتشار التبغ في العالم
إن أول من أدخل التبغ إلى أوروبا هو أندريه تيفيت الراهب حيث جلب معه بذور N.tabacum من البرازيل إلى فرنسا وزرعها في حديقته وأسماها بيتوم (الهنود) سنة 1556 وعام 1561 قام جون نيكوت والذي كان سفير فرنسا في البرتغال بإدخال بذور N.rustica إلى فرنسا وقدم التبغ إلى ملكته كاترين دو مدسيس التي كانت تعاني من آلام الأمراض العصبية فاستعملته كعطوس للشفاء فحذا حذوها باستنشاقها جميع أفراد البلاط بعدها تم استعمال التبغ كعطوس من قبل معظم طبقات الشعب.
وفي عام 1565 قام الاسبانيين باستيراد بذار التبغ إلى هاييتي ومنها حدثت الزراعات الكثيفة في كوبا وهكذا انتشرت زراعة وتجارة التبغ في كل أنحاء أوروبا
وفي القرن السادس عشر ولما كثر الإقبال على استعمال التبغ شجع الملك هنري الرابع على زراعته في فرنسا بعد أن فرض الضرائب والرسوم الفاحشة على صناعته والمتاجرة به مما در على خزينة المملكة المال الوفير، وفي الوقت الذي كان استعمال التبغ شائعاً في فرنسا كانت بريطانيا وروسيا تكافح بشده وتعاقب من يتعاطاه بجدع الأنف، وكذلك فعل السلطان العثماني مراد الرابع وأصدر قوانين صارمة سنة 1615 لمعاقبة المدخنين بالسجن بحجة أن التدخين ينتهك حرمات القرآن.
وفي السنوات الأخيرة من القرن السابع عشر استعملت المستعمرات الفرجينية بذار التبغ الحاصلة عليها من الهند الغربية وبهذا بدأت الزراعة التجارية للتبغ وأرسلت المحاصيل الجافة إلى انكلترا (سوق التبغ) ومنها إلى أرجاء القارة الأوروبية.

### زراعة التبغ واستعماله في القطر العربي السوري
يعود تاريخ زراعة التبغ واستعماله في القطر العربي السوري إلى حوالي 420 عاماً حيث كان ظهوره الأول في عهد السلطنة العثمانية وذلك في القطرين السوري والعراقي سنة 1590 حيث كانت محافظة اللاذقية في ذلك العهد مسموح لها بزراعة التبغ على أساس قوانين حصر خاصة لصنف أبو ريحة المسمى بالتبغ المدخون والذي عرف في العالم باسم التبغ اللاذقاني إلا أنه في عام 1656 أوقفت السلطات المختصة زراعته بسبب إحراق أشجار الصنوبر وغيرها من قبل الزراع، وفي عام 1874 تشكلت إدارة حصر الدخان العثمانية التي نظمت شؤون الزراعة وقد بقيت هذه الإدارة تمارس مهامها حتى عام 1884 إذا أعطي امتياز الاستثمار الذي كانت تمارسه هذه الإدارة إلى شركة فرنسية لمدة 30 عاماً جرت تمديدها 15 سنة إضافية بسبب حروب البلقان، وقد قامت الشركة المذكورة بتنظيم الإنتاج من جديد وتحسين الصناعة التي كانت في بداية امتيازها بدائية.
وبعد انتهاء الحرب العالمية الأولى وتحرير البلاد العربية من الحكم العثماني استمر امتياز الشركة الفرنسية في كل من القطرين السوري واللبناني اللذين وقعا تحت سلطة الانتداب الفرنسي وكانت تمارس فيها مراسم التفتيش الداعمة لحصر التبغ والتنباك والتي اتخذت من بيروت مركزاً لها تابعاً لإدارة الشركة العامة في اسطنبول.
في نهاية عام 1929 انتهى امتياز الشركة المذكورة فأوجد بدلاً منها في عام 1930 نظام البندول الذي استمر حتى عام 1934 وكان هذا يعتمد على استيفاء رسم حكومي بموجب قسائم تلصق على علب المصنوعات التي تطرحها المعامل في الأسواق وعام 1935 ألغي نظام البندول وأخضع التبغ في كل من القطرين المذكورين أعلاه لنظام الحصر الكامل للزراعة والصناعة والتجارة وذلك من قبل شركة مساهمة محدودة سميت الإدارة اللبنانية السورية ذات المنفعة المشتركة لابتكار التبغ والتنباك ومارست مهامها حتى عام 1951 فقد فرض حصر زراعة التبوغ العطرية في القطر اللبناني وخمسة أصناف في القطر السوري هي أبو ريحة المدخن شك البنت التنباك الصاموس وفي عام 1951 قامت الحكومة السورية بتأميم الشركة ونقل ملكيتها إلى الدولة دون المساس بأنظمتها الأساسية الخاصة بطرق حصر الزراعة والصناعة والتجارة.
وضعت الكومة السورية اعتباراً من عام 1953 برنامجاً للتجارب الزراعية على أصناف جديدة من التبوغ لتحد من الاستيراد والاستغناء عنه تدريجياً كما قدمت الخبراء الأجانب اللازمين للإشراف على تلك التجارب ودراسة البيئة السورية.
وبعد أن ثبت ملائمة البيئة لإنتاج التبوغ الشرقية وفي مقدمتها البريليت والأوتيليا اليوغسلافية المنشأ توقفت المؤسسة عن استيرادها وبدأت بالتوسع التدريجي بزراعتهما ضمن حدود محافظة اللاذقية ومناطق جسر الشغور وإدلب وحارم وحلب وبعدها انتشرت زراعة أكثر من عشرة أصناف شرقية وهي شك البنت – رافينياك – أوتيليا كاباكولاك – مندريكو – صاموس – تنباك – بصما – كسب – بريليت.
إلا أنه في عام 1963 فوجئت إدارة الحصر والدولة والمزارعين بوباء مرض العفن الأزرق (الميليديوم) فقضى على معظم المحصول وبذلك خسرت البلاد 90% من هذا المحصول الرئيسي فألحق بالمزارعين أضراراً بليغة وألحق بالاقتصاد القومي خسارة كبيرة وهنا بدأ المسئولون بوضع مخطط زراعي لإنقاذ محاصيل الزراع الذين لاقوا اهتماماً كبيراً بعد قيام ثورة الثامن من آذار لعام 1963 وقد تولى تهيئة المخطط المهندسون الزراعيون في قسم أبحاث التبغ وأهم التوجيهات الفنية التي قاموا بها هي:
- استعمال النايلون في تغطية المساكب
- إقامة مشاتل مؤازرة
- إرشاد الزراع إلى أساليب الوقاية من العفن الأزرق

### أعمال قسم البحوث
لقد قامت البحوث الزراعية بالدراسات والتجارب التي ساهمت في تطوير زراعة التبغ في القطر العربي السوري كما يلي:
- إدخال أصناف جديدة
- انتخاب بذور الأساس
- تحسين النوعية عن طريق انتخاب واصطفاء السلالات الناجحة والمتفوقة
- تحليل التربة والمياه والأوراق
- تحديد أفضل الصيغ السمادية الملائمة لمختلف الأصناف المعتمدة في القطر
- تثبيت طرق التجفيف المناسبة لكل صنف
- الدراسات التكنولوجية
- دراسة أفضل المبيدات
- تدريب الكوادر ولإصدار النشرات الفنية

### الأهمية الاقتصادية للتبغ:
إن التبغ من أهم المحاصيل الاقتصادية حيث يعتبر المحصول الزراعي الثالث في القطر ويعمل في زراعته حوالي (60000) ستون ألف مزارع ويعيش على زراعته وصناعته وتجارته حوالي (90000) نسمة ويقدر ما أنتجه العالم عام 1971 بما يزيد عن أربعة ملايين ونصف طن من التبغ الخام وفي عام 1985 أكثر من ستة ملايين ونصف وفي عام 1990 حوالي سبعة ملايين ونصف طن وتبرز أهميته كمايلي:
- استغلال الأراضي أفضل استغلال
- توظيف اليد العاملة
- إغناء خزينة الدولة عن طريق الضرائب والأرباح
- زيادة الدخل القومي
- تأمين القطع الأجنبي
- تأمين حاجة السوق المحلية
- إن زراعة التبغ زراعة بيتية يشترك فيها كل أفراد الأسرة
- اتساع رقعة زراعته في القطر العربي السوري